# Podpiwek
Podpiwek é uma bebida não alcoólica polonesa e lituana (embora contenha uma pequena quantidade de álcool, cerca de 0,5%).
Geralmente é feito a partir de grãos de café, lúpulo, fermento, água e açúcar, que sofrem fermentação.
Muitas vezes criado como um subproduto durante a produção de cerveja, era uma bebida comum de mulheres e crianças.